# Gerold Ratz

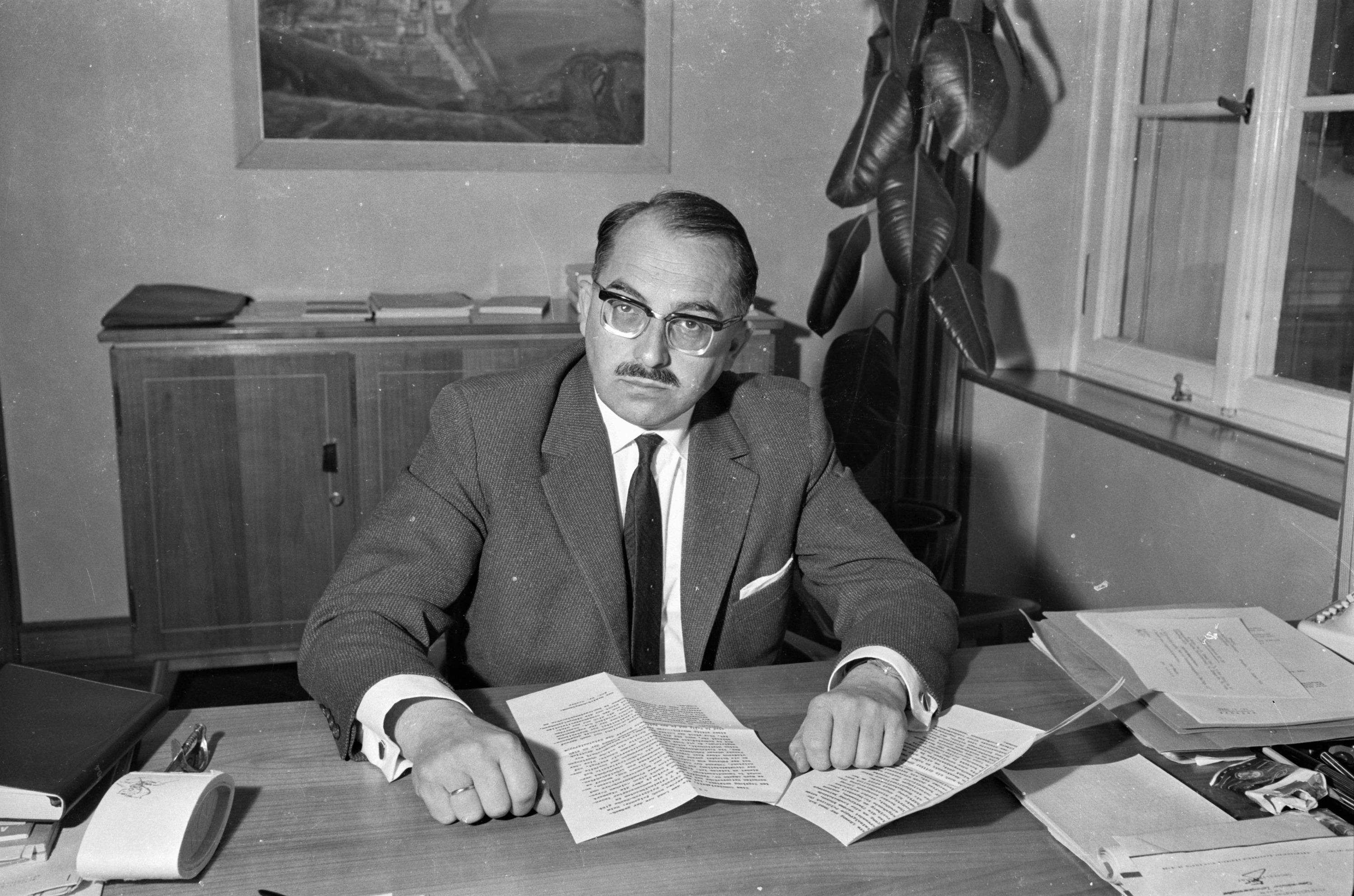
Landesstatthalter Gerold Ratz (1963)

Gerold Ratz (* 29. Juli 1919 in Dornbirn; † 9. März 2006 in Bregenz) war ein österreichischer Landespolitiker (ÖVP) aus dem Bundesland Vorarlberg. Ratz war von 1959 bis 1963 als Landesrat und anschließend bis 1973 als Landesstatthalter Mitglied der Vorarlberger Landesregierung.

## Leben und Wirken
Nachdem Gerold Ratz in Dornbirn geboren worden war, zog seine Familie im Herbst 1919 in die Landeshauptstadt Bregenz, wo er in weiterer Folge die Volksschule und das Gymnasium besuchte. Kurz nach Beendigung seiner Schulzeit wurde Ratz zunächst zum Reichsarbeitsdienst und anschließend zur Wehrmacht eingezogen. Während des Zweiten Weltkriegs wurde Gerold Ratz sowohl im Westfeldzug als auch an der Ostfront eingesetzt, wobei er schwer verwundet wurde.
Nach seiner Rückkehr begann er ein Studium der Rechtswissenschaften an der Universität Innsbruck, wo er im Jahr 1948 promovierte. Anschließend absolvierte er seine Gerichtspraxis in Vorarlberg und trat 1949 als Jurist in den Vorarlberger Landesdienst ein. Im Oktober 1959 wurde Gerold Ratz erstmals für die ÖVP in den Vorarlberger Landtag und noch im selben Monat von diesem als Landesrat in die Landesregierung gewählt. Ihm unterstanden als Landesrat die Ressorts Gesetzgebung, Polizei, Inneres, Wohnbauförderung und Verkehrsrecht.
Im Dezember 1963 übernahm Ratz schließlich das Amt des Landeshauptmann-Stellvertreters, in Vorarlberg als Landesstatthalter bezeichnet, von seinem aus gesundheitlichen Gründen aus dem Amt scheidenden Parteikollegen Eduard Ulmer. Aus gesundheitlichen Gründen legte Gerold Ratz am 12. September 1973 alle politischen Ämter zurück und kehrte im Jahr 1974 als Vorstand der Gruppe I als Beamter in den Landesdienst zurück. Für seine Verdienste um das Land Vorarlberg wurde ihm im Jahr 1975 das Ehrenzeichen in Gold des Landes Vorarlberg, die höchste Auszeichnung der Vorarlberger Landesregierung, verliehen. Am 31. Dezember 1979 ging Ratz endgültig in Pension. Gerold Ratz war der Vater des Präsidenten des Obersten Gerichtshofes Eckart Ratz.